# Ernest Slingeneyer
Ernest Slingeneyer (Lochristi, 29 maggio 1820 – Bruxelles, 27 aprile 1894) è stato un pittore belga.
Fu autore di quadri storici, ritratti, scene di genere e, in misura minore, di paesaggi.

È considerato uno degli ultimi rappresentanti del romanticismo accademico della pittura belga, nonché uno dei principali rappresentanti dell'orientalismo in Belgio. Eccellente ritrattista, eseguì il ritratto di personaggi storici come anche di quelli a lui contemporanei. Fu anche un politico, membro della Camera dei rappresentanti, nelle file degli "Indipendentisti di Bruxelles", una coalizione che si opponeva ai liberali radicali. In quanto tale promosse l'arte accademica, schierandosi contro le nuove correnti artistiche, in particolare quelle che sostenevano la "Société libre des beaux-arts".

## Biografia
Ernest Isidore Hubert Slingeneyer nacque a Lochristi, secondo figlio di Joannes Andreas Slingeneyer, esattore delle tasse, e di Anna Marie Josephina Juliana Pauwels. La famiglia si trasferì nel 1825 a Grammont e in seguito ad Anversa. Slingeneyer era destinato alla carriera militare e il suo desiderio di studiare arte incontrò l'opposizione del padre. Ma col tempo questi cedette e lo autorizzò a seguire i corsi dell'"Accademia reale di belle arti di Anversa". Qui, durante il giorno studiava presso l'atelier di Gustave Wappers, un ritrattista, ma anche pittore di soggetti storici, mentre la sera seguiva dei corsi di disegno. Quando era ancora studente espose una grande tela intitolata L’arresto di Louis, conte di Crécy, che ricevette un'accoglienza entusiastica da parte della critica. Venne poi selezionato dal "Fonds national" per realizzare diversi soggetti religiosi e storici che eseguì con uno stile accademico e teatrale.
Il successo del quadro "L’arrestation de Louis, comte de Crécy" assicurò al giovane Slingeneyer un patrocinio molto altolocato, specialmente da parte del re Guglielmo II dei Paesi Bassi che, nel 1844, gli commissionò "La mort du capitaine de la marine Claessens", nonché del re Leopoldo I del Belgio che acquistò la sua tela "La mort de Jacobsen", vincitrice della medaglia d'oro al Salon di Bruxelles del 1845. Il governo belga, inoltre, gli ordinò una grande opera storica per la quale egli scelse come soggetto la Battaglia di Lepanto. Slingeneyer terminò la tela nel 1848 e la espose. Ma l'opera deluse le aspettative, malgrado la notevole qualità compositiva e di esecuzione. Tale reazione riflette probabilmente la crescente delusione del pubblico nei confronti della scuola di pittura storica sostenuta dai professori e dagli ex-allievi dell'Accademia di Anversa, mentre la scuola di Bruxelles vedeva crescere la sua importanza. Quest'ultima, infatti, aveva abbandonato l'accademismo a vantaggio di una visione romantica meno materialista e meno retorica, ma più sentimentale ed elegante. Essa era rappresentata in particolar modo dal pittore Louis Gallait, un allievo di Paul Delaroche.

Queste critiche indussero Slingeneyer a recarsi a Parigi, al fine di conoscere a fondo le nuove tendenze artistiche e, quindi, di lasciare Anversa per Bruxelles. Approfittando di questo viaggio, egli si recò anche nei Paesi Bassi, in Germania, a Roma e a Parigi, dove visitò gli atelier di Paul Delaroche, Joseph-Nicolas Robert-Fleury e di Ary Scheffer.

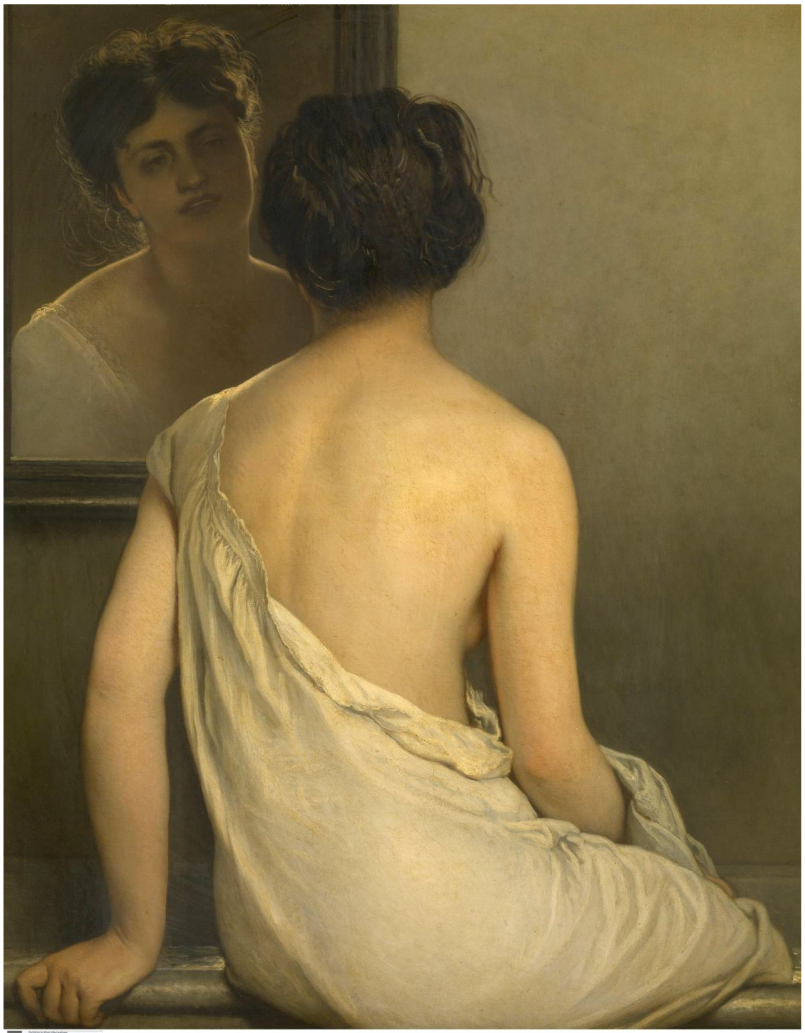
Donna nella sala da bagno

Tornato in Belgio, Slingeneyer si stabilì nel 1849 nella capitale. Il suo quadro "Épisode de Saint-Barthélemy", esposto nello stesso anno, è considerato una rivalsa sulle critiche ricevute per la "Bataille de Lépante", poiché l'opera mostra una vigoria e una emozione sincera. Anche la "Mort de Nelson", esposta nel 1850 in una delle sale del Giardino botanico di Bruxelles, venne apprezzata per l'abilità con cui era costruita la scena. L'artista era allora trentenne e al culmine della carriera. Da quel giorno in poi Slingeneyer poté considerarsi come uno dei pittori più remunerati della sua epoca.

Intraprese allora numerosi viaggi in Francia, Germania, Italia, Algeria ed Egitto. A Parigi frequentò ancora gli ateliers di Paul Delaroche, Tony Robert-Fleury e Ary Scheffer.

Dal 1884 1l 1892 fu eletto deputato alla "Camera dei rappresentanti del Belgio". In seguito insegnò nell'"Ateneo libero di San Luca" a Bruxelles e, nel 1894, fu membro del "Comitato per l'ammissione delle opere" all'Expo di Anversa del 1894.
Ernest Slingeneyer morì a Bruxelles a 74 anni. È sepolto nel Cimetero di Laeken.

## Opere principali
Slingeneyer dipinse soprattutto scene storiche, il genere più popolare dell'inizio del XIX secolo. Ma anche ritratti e alcuni paesaggi.
- La Bataille de Lépante (1848), il suo quadro più famoso.
- Le Vengeur - (Il vendicatore)
- La mort de Nelson - (La morte di Nelson)
- La retraite de Moscou - (La ritirata da Mosca)
- Cri d'indépendance - (Grido d'indipendenza)
- Héroïsme et dévouement des marins du navire français Le Feu (1795) - (Eroismo e dedizione dei marinai della nave francese Le Feu)
- Portrait d'homme - (Ritratto d'uomo)
- Femme dans la salle de bain - (Donna nella sala da bagno)
- Danseuse au tambourin - (Danzatrice col tamburello)

## Galleria d'immagini

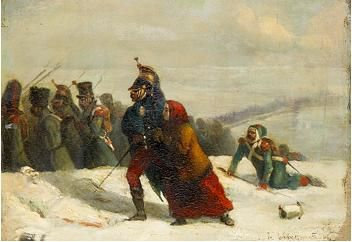
La ritirata da Mosca
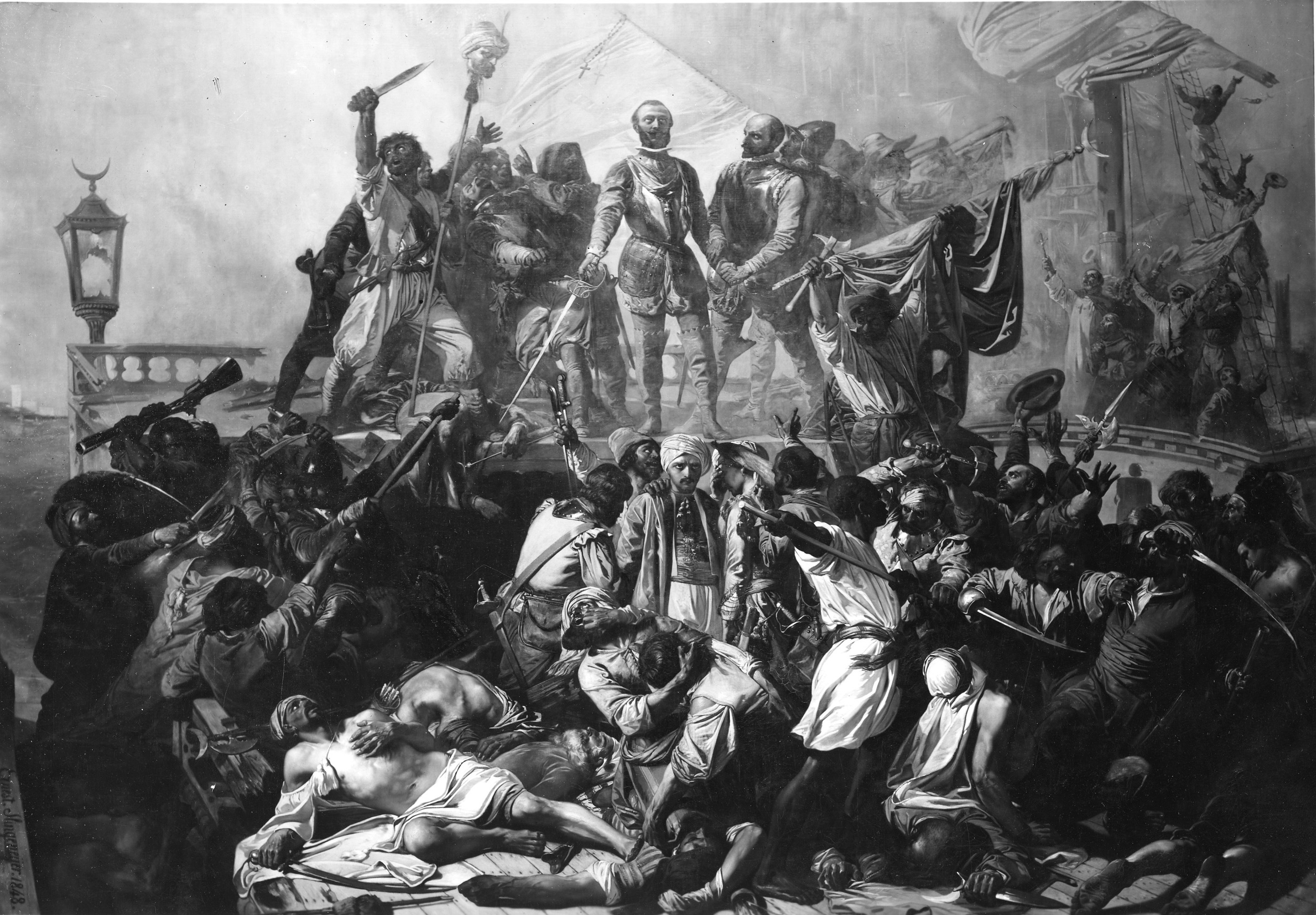
La battaglia di Lepanto
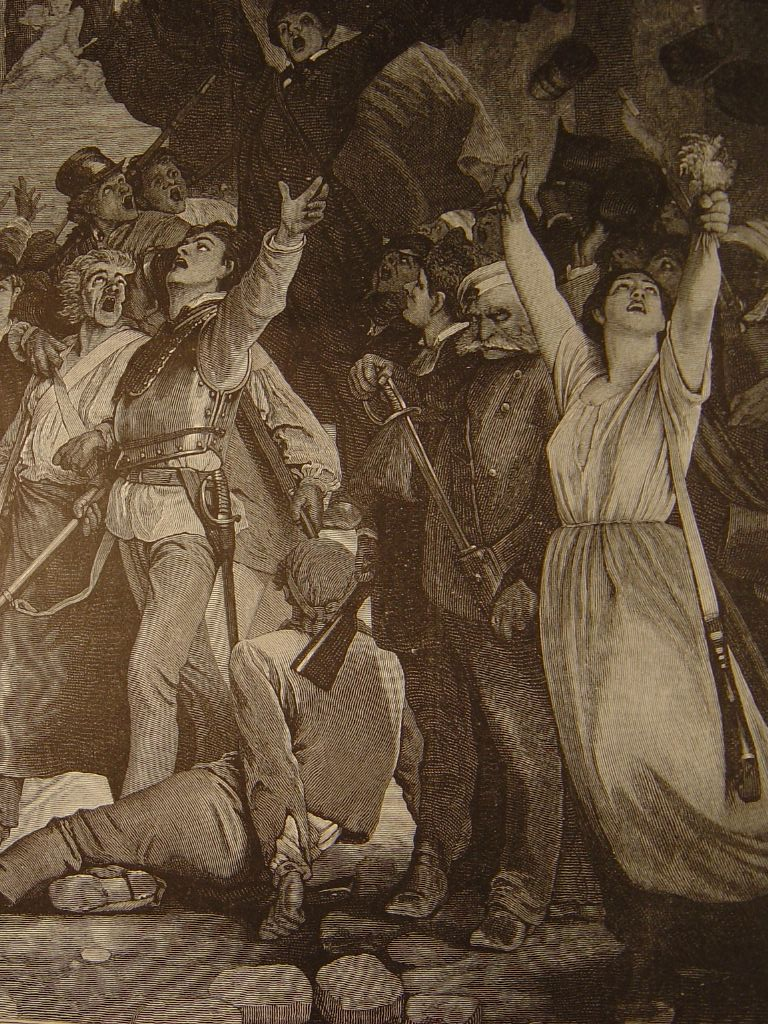
Grido d'indipendenza
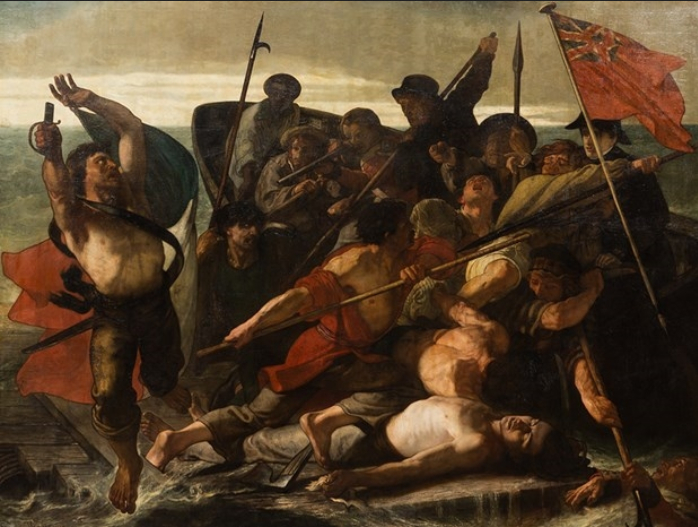
L'eroico atto dei marinai del Le Feu

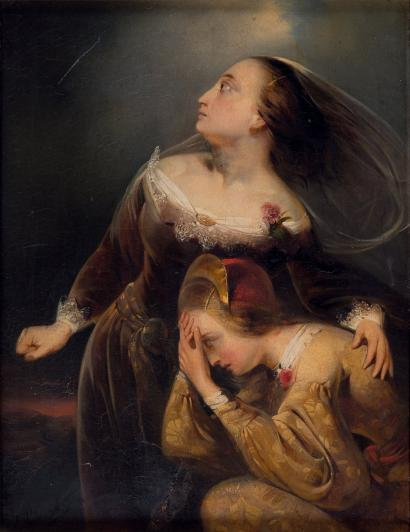
La partenza di Maria Stuarda
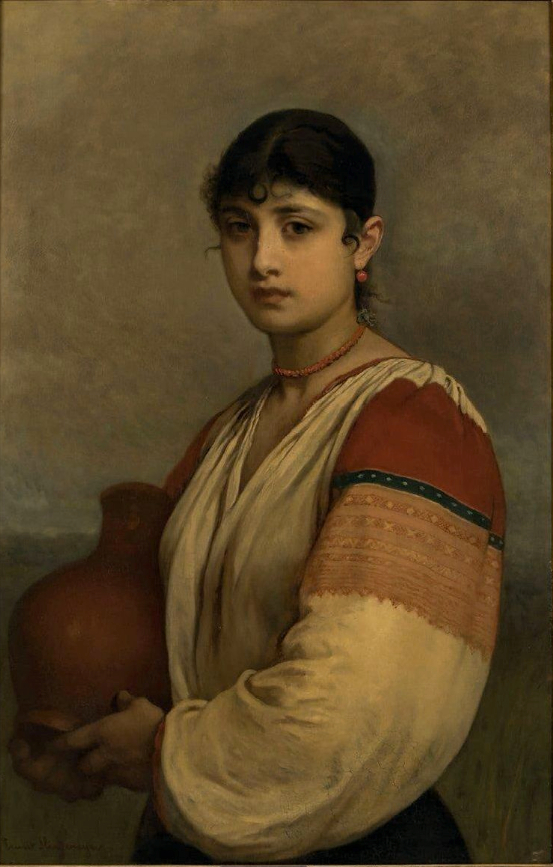
Donna orientale
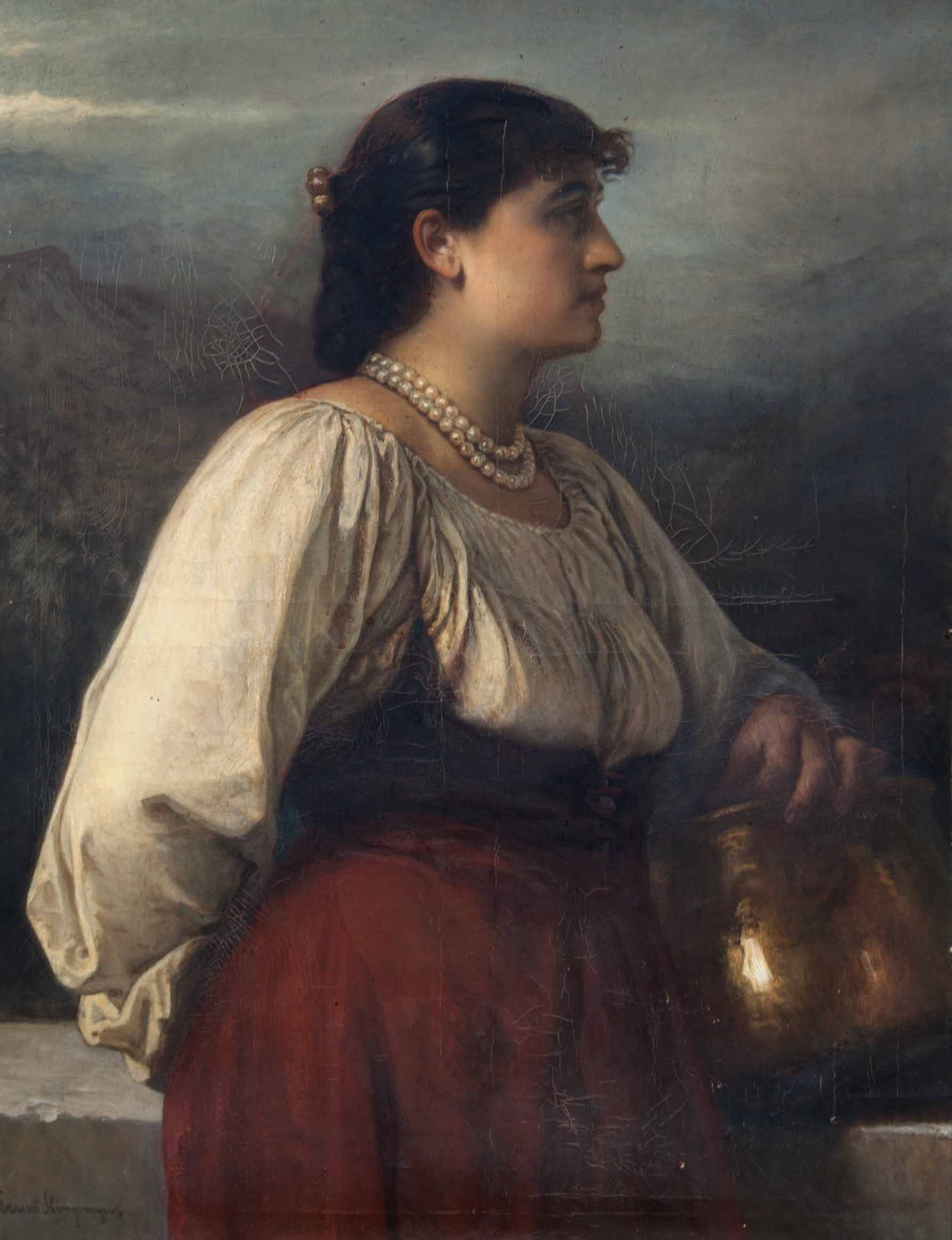
Ritratto di donna
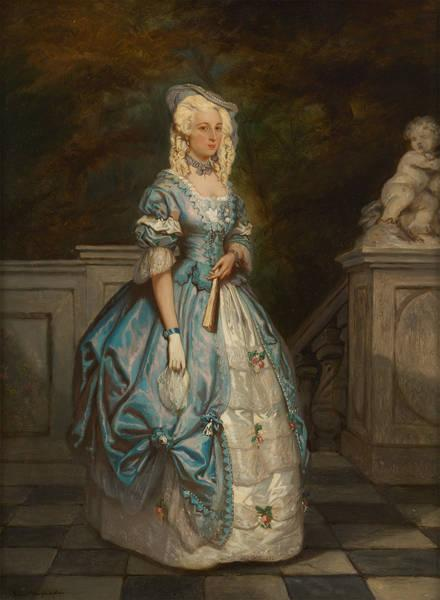
Giovane con ventaglio

## Altri progetti

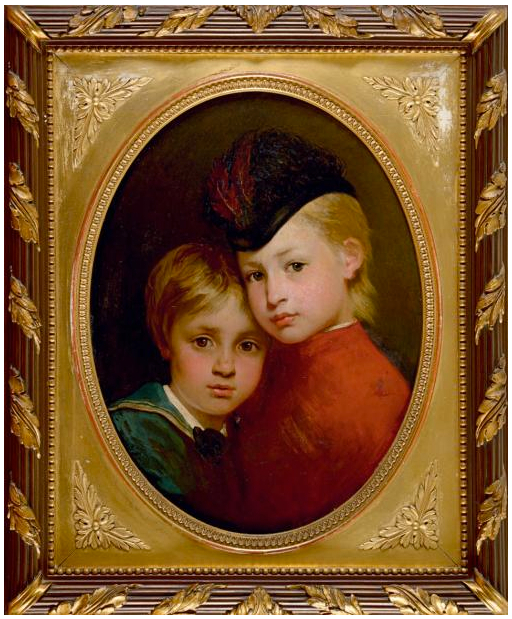
I due figli dell'artista